# Keffi
Keffi este un oraș din statul Nasarawa, Nigeria. Are 138 km².